# NGC 831
NGC 831 este o galaxie spirală situată în constelația Balena. A fost descoperită în 18 noiembrie 1863 de către Albert Marth.